# Coccymys
Coccymys é um género de roedor da família Muridae.

## Espécies
- Coccymys albidens (Tate, 1951)
- Coccymys kirrhos
- Coccymys ruemmleri (Tate & Archbold, 1941)
- Coccymys shawmayer